# Jan Bos
Pour les articles homonymes, voir Bos.
Jan Bos (né le 29 mars 1975 à Harderwijk en Gueldre) est un patineur de vitesse et un cycliste néerlandais.
En patinage de vitesse, il a notamment été champion du monde de sprint en 1998 et du 1 000 mètres en 1999. Il a représenté les Pays-Bas aux Jeux olympiques d'hiver de 1998, 2002, 2006 et 2010. Il a été médaillé d'argent du 1 000 mètres aux Jeux de 1998 et 2002. Il a mis fin à sa carrière de patineur en 2011.
En cyclisme sur piste, il a participé à la compétition de vitesse par équipes des Jeux olympiques de 2004, avec son frère Theo et Teun Mulder, et en a pris la sixième place. Il a rejoint l'équipe Human Powered Team de l'Université de technologie de Delft et de l'Université libre d'Amsterdam, avec laquelle il projette de battre les records du monde de l'heure et de vitesse lors du World Human Powered Speed Challenge à Battle Mountain, dans le Nevada.

## Palmarès en cyclisme

### Palmarès sur piste

#### Jeux olympiques
- Athènes 2004
  - 6e de la vitesse par équipes

#### Coupe du monde
- 2004
  - 2e de la vitesse par équipes à Manchester

#### Championnats des Pays-Bas
- 2001
  - 3e du kilomètre
- 2002
  - 3e du kilomètre

#### Autres compétitions
- 2004
  -  Médaillé d'or de la vitesse par équipes au championnat des Balkans (avec Theo Bos et Teun Mulder)

### Palmarès sur route

#### Par années
- 2008
  - Ronde van Midden-Nederland

#### Classements mondiaux
| Année           | 2008 | 2009 | 2010 | 2011 |
| --------------- | ---- | ---- | ---- | ---- |
| UCI Europe Tour | 525e |      |      | 916e |